# Lista över spel från Lucasarts
Lista över spel från Lucasarts (ej komplett).

## Äventyrsspel
- Labyrinth (1986)
- Maniac Mansion (1987)
- Zak McKracken and the Alien Mindbenders (1988)
- Indiana Jones and the Last Crusade: The Graphic Adventure (1989)
- Loom (1990)
- The Secret of Monkey Island (1990)
- Monkey Island 2: LeChuck's Revenge (1991)
- Indiana Jones and the Fate of Atlantis (1992)
- Day of the Tentacle (Maniac Mansion 2) (1993)
- Sam & Max Hit the Road (1993)
- Full Throttle (1995)
- The Dig (1995)
- The Curse of Monkey Island (1997)
- Grim Fandango (1998)
- Indiana Jones and the Infernal Machine (1999)
- Escape from Monkey Island (2000)

## Star Wars
Detta är en lista över Star Wars-spel från Lucasarts.
Spel i serien Battlefront
- Star Wars: Battlefront (2004), Playstation 2, Microsoft Windows, Xbox
- Star Wars: Battlefront II (2005), Playstation 2, Windows, Xbox

Spel i serien Dark Forces
- Star Wars: Dark Forces (1995)
- Star Wars: Jedi Knight: Dark Forces II (1997)
  - Star Wars: Jedi Knight: Mysteries of the Sith (1998)
- Star Wars: Jedi Knight II: Jedi Outcast (2002)
- Star Wars: Jedi Knight: Jedi Academy

Spel i serien Knights of the Old Republic
- Star Wars: Knights of the Old Republic (2003), Windows, Xbox
- Star Wars: Knights of the Old Republic II: The Sith Lords (2004)

Spel i serien Rebel Assault
- Star Wars: Rebel Assault (1994)
- Star Wars: Rebel Assault II - The Hidden Empire (1995)

Spel i serien Rogue Squadron
- Star Wars: Rogue Squadron (1998)
- Star Wars: Rogue Squadron II: Rogue Leader (2001)
- Star Wars: Rogue Squadron III: Rebel Strike (2003)

Spel i serien The Force Unleashed
- Star Wars: The Force Unleashed
- Star Wars: The Force Unleashed II

Spel i serien X-wing
- X-Wing (1993)
  - B-Wing (expansion) (1993)
  - Imperial Pursuit (expansion) (1993)
  - X-Wing: Collector's CD-ROM (1994)
- TIE Fighter (1994)
  - TIE Fighter: Defender of the Empire (expansion) (1994)
  - TIE Fighter: Collector's CD-ROM (1995)
- X-Wing vs. TIE Fighter (1997)
  - Balance of Power (expansion) (1997)
  - X-Wing Collector Series (1998)
- X-Wing Alliance (1999)

Spel i serien Super Star Wars
- Super Star Wars
- Super Star Wars: The Empire Strikes Back
- Super Star Wars: Return of the Jedi

Övriga spel
- Lego Star Wars: The Video Game (2005), PS2, Xbox, GBA, Windows, Mac OS
- Star Wars, Sega Game Gear
- Star Wars Arcade, Sega 32X
- Star Wars: Battle for Naboo
- Star Wars: Bounty Hunter (2002), Playstation 2 och Gamecube
- Star Wars: The Clone Wars (2002)
- Star Wars: The Clone Wars & Tetris Worlds
- Star Wars: Demolition
- Star Wars: Empire at War
- Star Wars Episode I: Jedi Power Battles
- Star Wars Episode I: The Phantom Menace
- Star Wars: Episode I Racer (1999), Windows, Sega Dreamcast, Nintendo 64
- Star Wars: Episode III – Revenge of the Sith (2005), Playstation 2, Xbox
- Star Wars: Force Commander (2000), Windows
- Star Wars Galaxies: An Empire Divided (2003)
  - Star Wars Galaxies: Jump to Lightspeed (2004)
  - Star Wars Galaxies: Episode III Rage of the Wookies (2005)
- Star Wars: Galactic Battlegrounds
  - Star Wars Galactic Battlegrounds: Clone Wars Capmpaign (expansion)
- Star Wars: Jedi Starfighter
- Star Wars: Masters of Teräs Käsi
- Star Wars: Naboo Starfighter
- Star Wars: Obi-Wan
- Star Wars Racer Revenge
- Star Wars: Rebellion
- Star Wars: Republic Commando (2005)
- Star Wars: Shadows of the Empire (1996)
- Star Wars: Starfighter
- Star Wars: Starfighter Special Edition
- Star Wars: Super Bombad Racing
- Star Wars: Yoda Stories (1997)

## Övriga
- Afterlife
- Armed and Dangerous
- Ballblazer
- Battlehawks 1942
- Big Sky Trooper
- Defenders of Dynatron City
- Gladius
- Koronis Rift
- Mercenaries: Playground of Destruction
- Metal Warriors
- Mortimer and the Riddles of the Medallion
- Outlaws
- Rescue on Fractalus!
- RTX Red Rock
- Secret Weapons Over Normandy
- The Eidolon
- Zombies Ate My Neighbors